# 마르트 폼
마르트 폼(에스토니아어: Mart Poom, 1972년 2월 3일 ~ )은 에스토니아의 전직 축구 선수이자 현 축구 지도자로 선수 시절  골키퍼로 활약했으며 현재 에스토니아 축구 국가대표팀의 골키퍼 코치를 맡고 있다.

## 경력

### 클럽
1988년 탈리나 로비드 소속으로 데뷔했으며 1989년부터 1992년까지 스포르트 탈린 소속으로 뛰었다. 그 후 핀란드의 쿠오피온 팔로세우라로 이적했고 1993년까지 에스토니아의 플로라 탈린 소속으로 뛰었다. 1994년 스위스의 FC 빌로 이적했고 같은 해부터 1997년까지 잉글랜드의 포츠머스 소속으로 뛰었다. 1995년부터 1997년까지 에스토니아의 플로라 탈린에 잠시 임대되기도 했다.
1997년부터 2003년까지 잉글랜드의 더비 카운티 소속으로 뛰었고 2002년에는 선덜랜드로 임대 이적하기도 했지만 단 한 경기도 선발 출전하지 못했다. 2003년부터 2005년까지 선덜랜드 소속으로 있는 동안 53경기에 출전, 1득점을 기록했고 2005년에는 아스널로 임대 이적하기도 했지만 단 한 경기도 선발 출전하지 못했다. 2007년부터 2009년까지 왓퍼드 소속으로 뛰었고 19경기에 선발 출전했다.

### 국가대표
에스토니아 대표팀에서 120경기에 출전하였으며 여섯 차례(1993년, 1994년, 1997년, 1998년, 2000년, 2003년)나 에스토니아 올해의 축구 선수로 선정되기도 했다. 2003년 에스토니아 축구 협회로부터 UEFA 주빌리 어워드 수상자로 선정되었다. 그가 에스토니아 대표로 처음 출전한 경기는 1992년에 열린 슬로베니아와의 친선 경기였으며 그의 마지막 국가대표팀 경기는 2009년 6월 10일 탈린에서 열린 포르투갈과의 친선경기(에스토니아는 포르투갈과 0-0 무승부를 기록함)였다.

## 사진

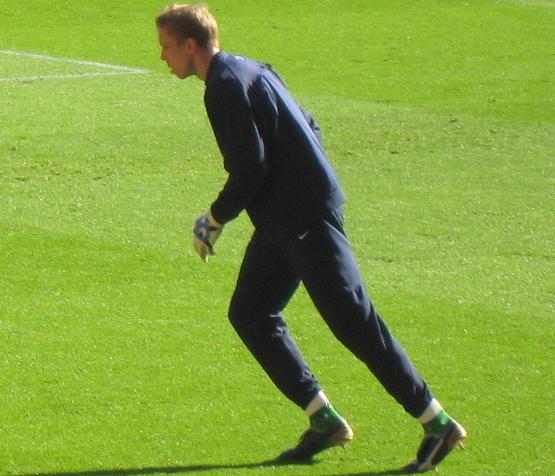

## 같이 보기
- A매치 100경기 이상 출전한 축구 선수 명단